# Revistă științifică

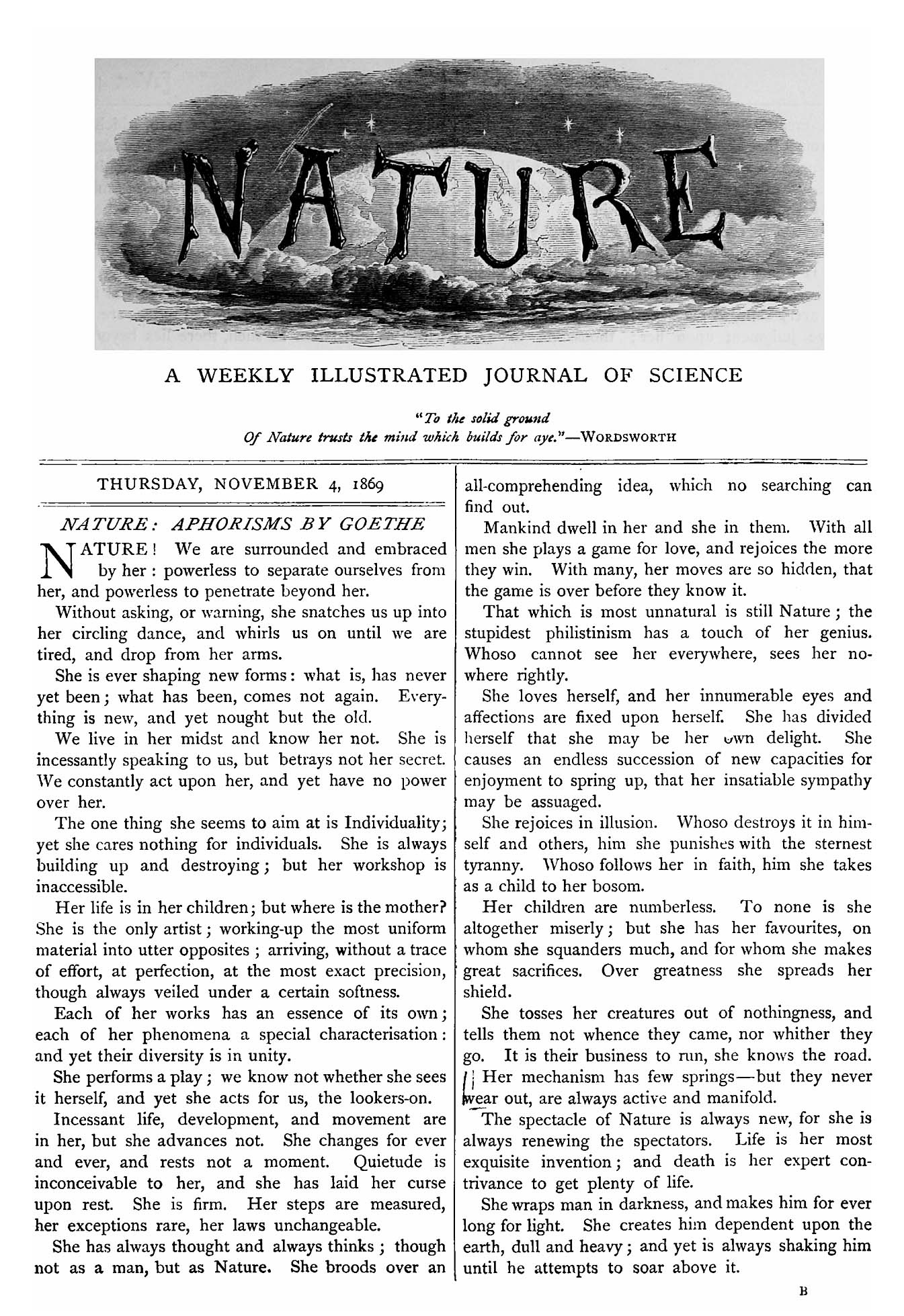
Coperta primului număr al revistei Nature, 4 noiembrie 1869

Revista științifică este o publicație periodică care are scopul de a disemina cercetări noi sub formă de articole științifice, cu rolul de a conduce la progresul științei.

## Conținut
În contrast cu revistele obișnuite (unde articolele sunt scrise de jurnaliști profesioniști), articolele din revistele științifice sunt – în mare parte – scrise de oameni de știință activi precum studenți, cercetători și profesori. În prezent sunt publicate zeci de mii de reviste științifice și multe altele și-au încetat apariția. Cele mai multe reviste sunt extrem de specializate, deși unele dintre cele mai vechi jurnale (precum Nature sau Science) publică articole ce acoperă o gamă largă de domenii științifice. Jurnalele științifice conțin articole care au fost studiate critic de către colegi de specialitate (proces peer review), în încercarea de a se asigura că acestea respectă standardele de calitate ale revistei și rigoarea științifică.
Desi revistele stiintifice par oarecum similare revistelor obișnuite, diferențele sunt – de fapt – destul de pronunțate. Jurnalele științifice sunt rareori citite întâmplător, așa cum se citește o revistă. Publicarea rezultatelor cercetării este o parte esențială a metodei științifice. Metodele trebuie descrise astfel încât încercările de a reconstitui rezultatele să conducă la rezultate apropriate sau chiar identice. Fiecare articol face parte din arhiva științifică permanentă a periodicului științific respectiv.

## Scop
Articolele din revistele științifice pot fi utilizate în procesul de cercetare și în învățământul superior. Articolele științifice permit cercetătorilor să fie informați cu privire la evoluția recentă în domeniului lor de activitate (și nu numai). O parte esențială a unui articol științific este citarea lucrărilor anterioare. 
Impactul articolelor și jurnalelor este adesea evaluat prin cuantificarea numărului citărilor („impactul citării” sau „factorul de impact”). 
În procesul didactic, unele ore de curs sunt parțial dedicate studiului articolelor clasice, iar la orele de seminar studenții pot prezenta o lucrare clasică sau o descoperire recentă. Manualele sunt scrise, de obicei, doar pe subiecte stabilite, în timp ce cele mai recente cercetări sunt accesibile numai prin articole științifice. 
Organismele de finanțare publică evaluează adesea impactul cercetării în baza publicării rezultatelor în reviste științifice. La rândul său, promovarea academică este condiționată în mare parte prin numărul și impactul articolelor științifice publicate. Multe programe doctorale permit susținerea tezei de doctorat doar în urma  publicării unui anumit număr de articole științifice.

## Limbaj
Articolele științifice tind să fie extrem de tehnice, reprezentând cele mai recente cercetări teoretice și rezultate experimentale în domeniul științific acoperite de jurnal. Ele sunt adesea de neînțeles pentru persoane nespecializate, cu excepția cercetătorilor din domeniu și a unor studenți. Pentru unele subiecte, acest lucru este inevitabil, dat fiind natura conținutului. Rigoarea scrierii științifice este aplicată de către editori; cu toate acestea, aceste reguli pot varia de la un jurnal la altul. Articolele sunt, de obicei, articole originale care raportează rezultate complet noi sau comentarii asupra publicațiilor recente. Există, de asemenea, publicații științifice care acoperă spațiul liber dintre articolele științifice și cărți prin publicarea unor volume tematice conținând capitole scrise de diferiți autori. Anumite reviste au un accent regional, specializat în publicarea de lucrări dintr-o anumită regiune geografică, cum ar fi African Invertebrates.

## Istoric
Revistele științifice datează din 1665, când revista franceză Journal des sçavans, respectiv Philosophical Transactions of the Royal Society al Societății Regale au început publicarea sistematică a rezultatelor cercetării. Alte peste o mie (cu o apariție mai curând efemeră) au fost înființate în secolul al XVIII-lea, iar numărul a crescut rapid ulterior.
Înainte de jumătatea secolului al XX-lea, evaluarea inter pares nu a fost întotdeauna necesară, dar – treptat – a devenit în obligatorie.

## Procesul de publicare
Autorii articolelor științifice sunt cercetători activi, nu jurnaliști; de obicei, un student doctoral sau un cercetător scrie o lucrare alături de un coordonator (profesor sau cercetător senior). Autorii nu sunt plătiți pentru activitatea publicistică și nu sunt recompensați de către revistă. Cu toate acestea, organismele care finanțează proiectele acestora pot solicita publicarea rezultatelor în reviste științifice. Lucrările științifice sunt trimise jurnalului, unde editorul evaluează lucrarea privind oportunitatea publicării, impactul științific potențial și noutatea. Dacă editorul jurnalului consideră lucrarea este potrivită, acesta este trimisă pentru recenzia colegială. În funcție de domeniu, jurnalul considerat și complexitatea articolului, studiul este trimis la 1-3 evaluatori care se pronunță cu privire la oportunitatea publicării. Rolul recenzorilor este acela de a verifica calitatea articolului cu privire la originalitate și soliditatea argumentării științifice (adică dacă datele colectate sau luate în considerare în lucrare susțin concluzia studiului). Noutatea este, de asemenea, esențială: ariticolele deja existente trebuiesc citate, rezultate noi trebuind raportate critic la literatura deja existentă. Referentii sunt – de obicei – neplătiți și nu fac parte din personalul revistei. Pe de altă parte, aceștia trebuie să aibă competența și cunoștințele necesare pentru a evalua articolul în cauză. În plus, aceștia trebuie să nu se afle în niciun fel de conflict de interese cu privire la articolul recezat sau autorii acestuia.

## Standarde și impact
Standardele publicării utilizate de jurnalele științifice pot varia foarte mult. Unele reviste, precum Nature, Science, PNAS, Physical Review Letters, au reputația că publică articole care marchează o descoperire fundamentală în domeniile lor. În multe domenii există o ierarhie formală sau informală a revistelor științifice; jurnalul cel mai prestigios dintr-un domeniu tinde să fie cel mai selectiv în ceea ce privește articolele pe care le va alege spre publicare și – de obicei – va avea și cel mai mare factor de impact. În unele țări, clasificarea revistelor poate fi utilizată atunci când se iau deciziile de finanțare și chiar pentru evaluarea individuală a cercetătorilor, deși astfel de clasamente nu sunt neaparat potrivite pentru un astfel de scop. În unele situații – în vederea obținerii de beneficii pentru o anume clasă – astfel de indici pot fi (și sunt) manipulați.

## Reproductibilitatea și replicabilitatea
Pentru revistele științifice, reproductibilitatea și replicabilitatea rezultatelor sunt concepte de bază care permit altor oameni de știință să verifice și să reproducă rezultatele în aceleași condiții descrise într-o lucrare.

## Tipuri de articole

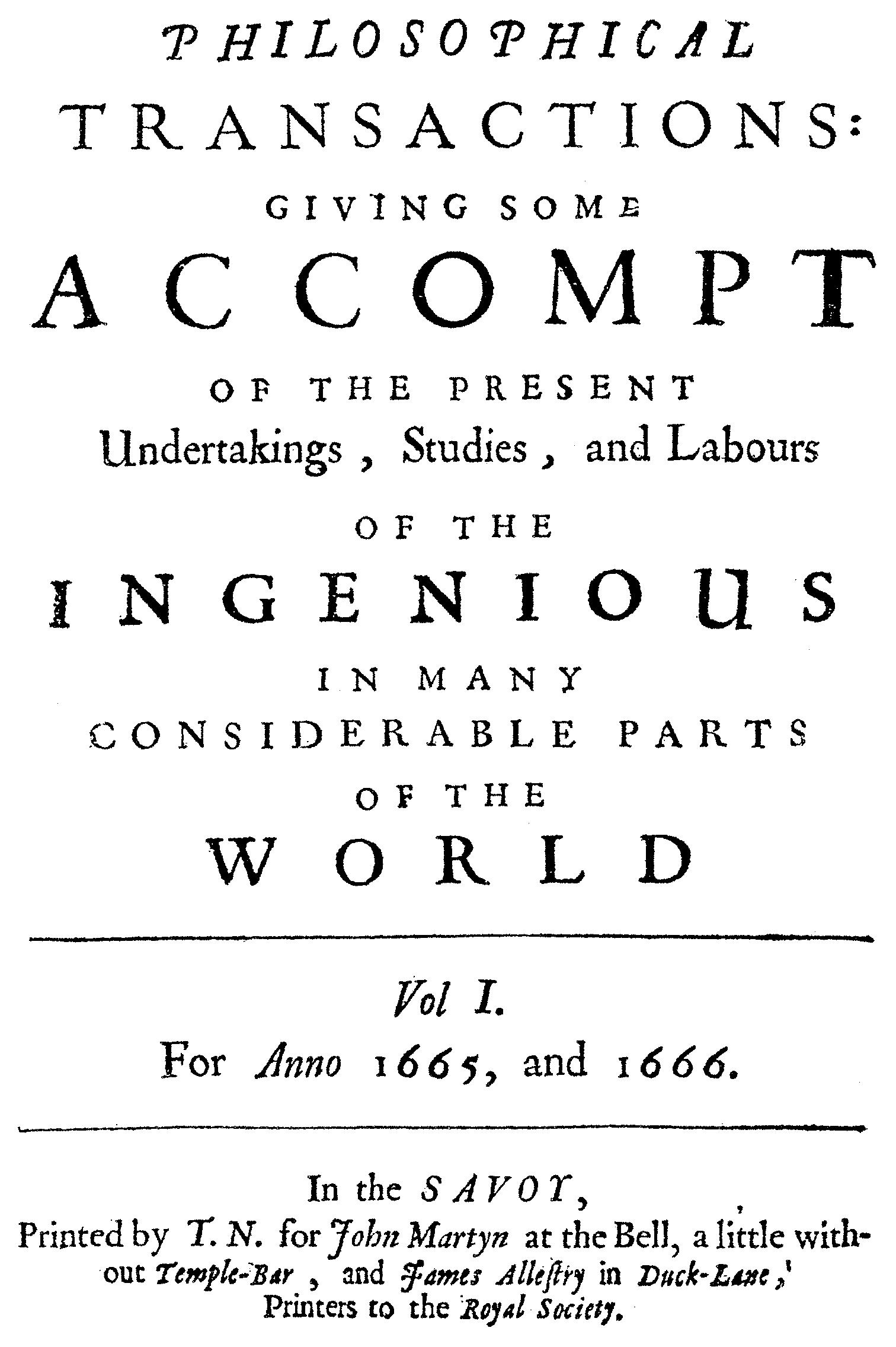
Coperta primului volum al revistei Philosophical Transactions of the Royal Society, primul jurnal din lume dedicat exclusiv științei

Există mai multe tipuri de articole publicate de către jurnalele științifice; terminologia și definițiile exacte variază în funcție de domeniu și de jurnal specific, dar includ adesea:
- scrisori (eng. letters, numite și comunicări; nu trebuie confundate cu „scrisori către editor”) reprezintă scurte descrieri ale rezultatelor importante ale cercetărilor, care de obicei sunt rapid înregistrate pentru publicarea imediată, deoarece sunt considerate urgente.
- note de cercetare (eng. research notes) sunt descrieri scurte ale rezultatelor cercetărilor care sunt considerate mai puțin urgente sau mai importante decât scrisorile.
- articole (eng. articles) au de obicei între cinci și douăzeci de pagini și sunt descrieri complete ale rezultatelor cercetărilor originale; există variații considerabile de la un domeniu la altul sau de la un jurnal la altul: articolele de 80 de pagini nu sunt rare în matematică sau în informatica teoretică.
- articole de tip recenzie (eng. review articles; nu trebuie confundate cu recenzia unei cărți, teze de doctorat etc.) nu acoperă cercetarea originală, ci însumează și prezintă critic rezultatele unor articole diferite ce tratează într-o narațiune coerentă stadiul actual al cercetării într-un anumit domeniu. Articolele de tip review oferă o privire generală asupra subiectului, precum și trimiteri bibliografice către cercetările originale. Recenzările pot fi în întregime narative sau pot oferi estimări sumare cantitative care rezultă din aplicarea metodelor meta-analitice.
- articole de tip „set de date” (eng. data papers) sunt articole dedicate publicării unor seturi de date. Acest tip de articol a devinit popular, apărând reviste dedicate (precum Scientific Data sau Earth System Science Data). Alte edituri (de exemplu, Esevier) încurajează uneori autorii să publice un articol separat, care să conțină exclusiv seturile de date care au stat la baza interpretării științifice publicate anterior. O a treia variantă încurajată este publicarea materialului suplimentar ca anexă (de obicei, în versiune electronică) la articolul publicat.
- articolele înregistrate video (eng. video papers) reprezintă o categorie recentă în practica publicațiilor științifice. Cel mai adesea combină o demonstrație video online a unei noi tehnici sau a unui protocol împreună cu o descriere textuală riguroasă.[4][5]

Formatele articolelor științifice variază, dar multe dintre acestea urmează Recommendations for the Conduct, Reporting, Editing, and Publication of Scholarly Work in Medical Journals. Astfel de articole încep cu un rezumat al lucrării, format din unu până la patru paragrafe. Introducerea sumarizează stadiul cercetării în domeniu, inclusiv o discuție asupra cercetarilor similare. Materialele și metodele sau secțiunea experimentală oferă detalii specifice despre modul în care a fost efectuată cercetarea. Rezultatele și secțiunea de discuții descriu rezultatul și implicațiile cercetării, iar secțiunea de concluzii poziționează cercetarea în context și descrie modalități de explorare ulterioară.
Pe lângă cele de mai sus, unele reviste științifice precum Science includ o secțiune de noutăți în care sunt descrise evoluțiile științifice (care implică adesea probleme politice). Aceste articole sunt adesea scrise de jurnaliști din domeniul științei și nu de către oameni de știință. În plus, unele jurnale includ o secțiune editorială și o secțiune de scrisori către editor. Deși acestea sunt articole publicate într-un jurnal, în general, ele nu sunt considerate articole științifice, întrucât nu au fost recenzate.

## Publicații electronice
Publicarea electronică reprezintă o modalitate recentă de diseminare a informațiilor. În acest caz, prezentarea rezultatelor științifice are loc doar o formă electronică (nu și imprimată), de la procesul de creație până la publicarea sau difuzarea informației. Revista științifică electronică este concepută special pentru a fi prezentată pe internet, fiind definită ca material netipărit anterior, diseminat în format electronic.
Publicarea electronică există și va continua probabil să existe în paralel cu publicarea de hârtie pentru viitorul apropiat întrucăt – deși importantă pentru navigare și căutări – aceasta nu este potrivită pentru lectură îndelungată.